# Jan Słomka (wójt)

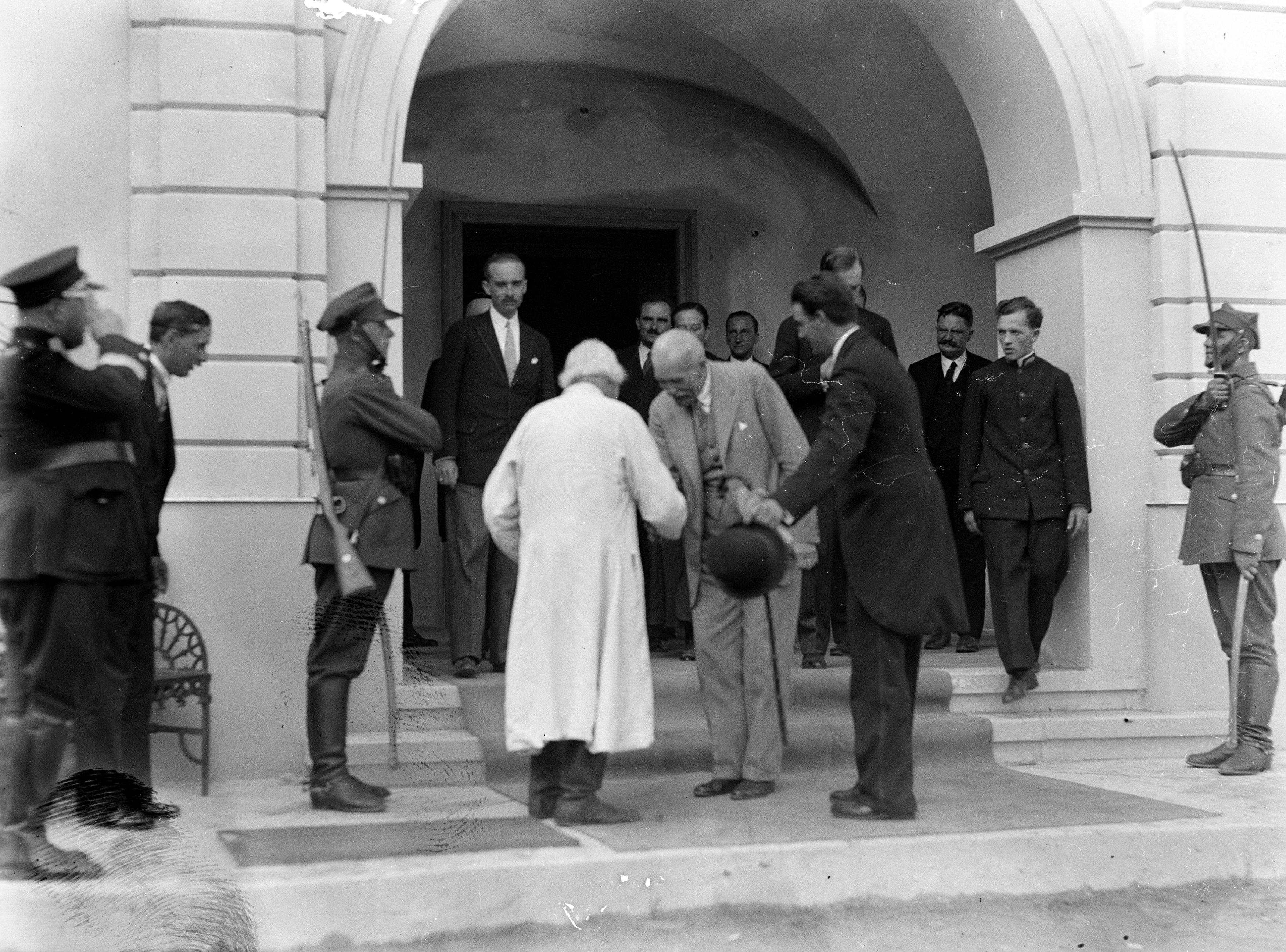
Jan Słomka z prezydentem Ignacym Mościckim w 1929 roku

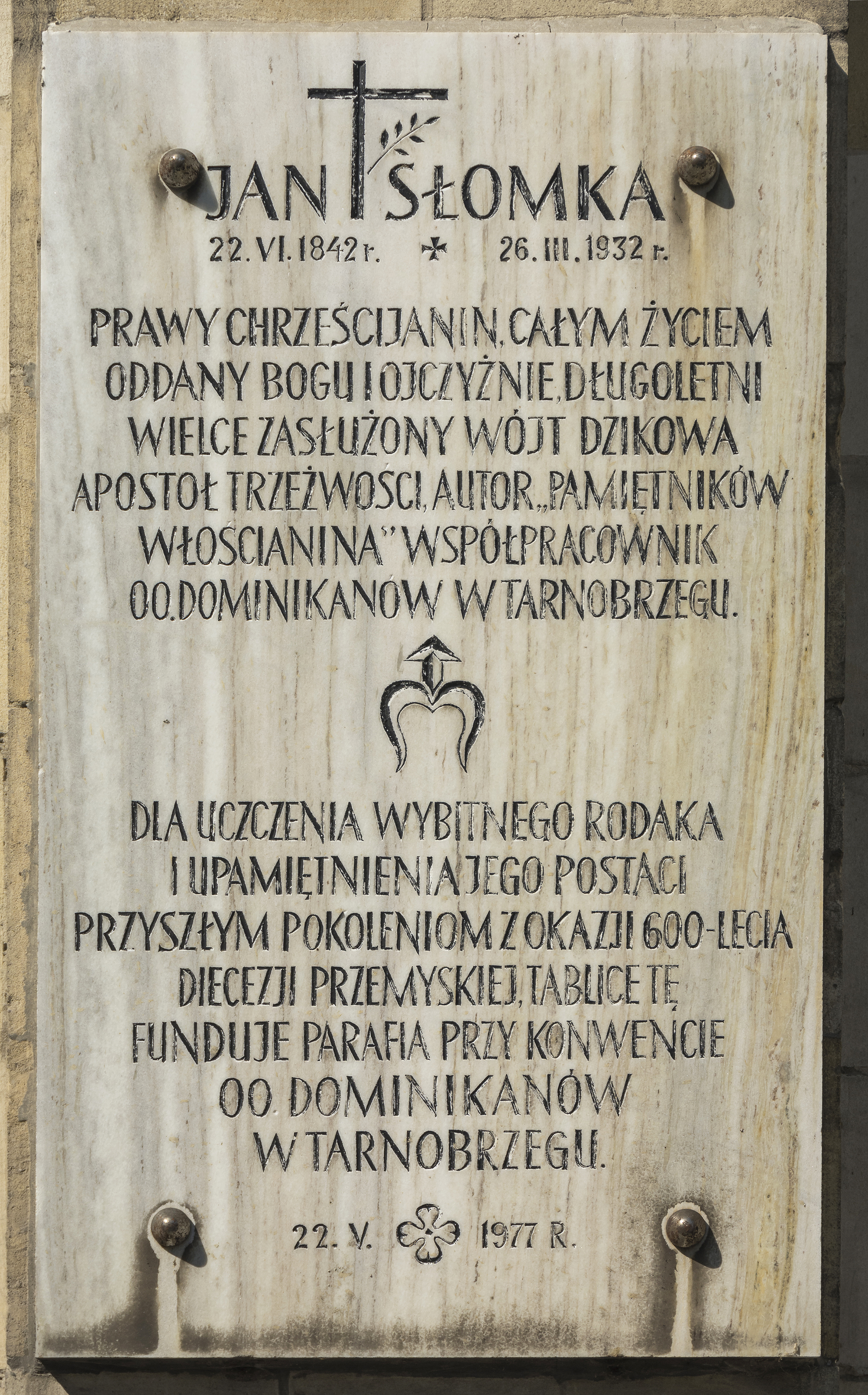
Tablica poświęcona pamięci Jana Słomki

Jan Słomka (ur. 22 czerwca 1842 w Dzikowie, zm. 26 marca 1932 tamże) – chłopski działacz społeczny, wójt Dzikowa, autor jednego z pierwszych pamiętników chłopskich: „Pamiętniki włościanina od pańszczyzny do czasów dzisiejszych”.  
Urodził się w wielodzietnej rodzinie chłopskiej. Jego ojcem był Józef Słomka (który do Dzikowa w zaborze austriackim trafił z Królestwa Polskiego, aby uniknąć służby w wojsku rosyjskim), a matką Jadwiga z Gierczyków. Rodzina utrzymywała się z prowadzenia gospodarstwa rolnego o powierzchni 6 morgów. Czytać i pisać nauczył się w szkółce elementarnej w Dzikowie. Gdy miał 15 lat został sierotą. Opiekowali się nim dziadkowie ze strony matki i stryj. Związek małżeński zawarł z Marią z Tworków w 1861 roku w  Miechocinie. Początkowo gospodarował na czterech morgach ziemi. Poprzez dokupywanie działek ziemi obszar jego gospodarstwa w 1890 roku wynosił trzynaście morgów.  W latach 1882— 1883 
zbudował dom, który był w Dzikowie pierwszym chłopskim domem murowanym, dlatego nazywany był kamienicą Słomkową. Funkcję wójta gminy sprawował przez około 40 lat. Z funkcji tej zrezygnował w 1918 roku w czasie tzw. Republiki Tarnobrzeskiej. W 1928 roku wójtem został wybrany jego syn Wojciech Słomka.
Uświadomienie narodowe chłopów w Galicji po uwłaszczeniu włościan scharakteryzował następująco: Uświadomienie narodowe szło jednak powoli i do ostatnich czasów dość jeszcze znalazło się takich, co gdy im wspomnieć było o Polsce, to się złościli i klęli, mówiąc, że tylko panowie mogą chcieć Polski, żeby na nich ludzie robili, jak za pańszczyzny, i takim trudno było wytłumaczyć, że czasy pańszczyzny już minęły i powrócić nie mogą. Nie chcieli słyszeć o Polsce, bojąc się, że panowie znowu obejmą rządy i przywrócą pańszczyznę. W pamiętniku wspomina też rabację chłopską z 1846 roku i powstanie styczniowe.
W 1899 roku cesarz Franciszek Józef Habsburg doceniając jego zasługi w służbie publicznej  odznaczył go Krzyżem Zasługi z Koroną.
W 1929 roku na Zamku Królewskim w Warszawie został odznaczony przez prezydenta Ignacego Mościckiego Złotym Krzyżem Zasługi.
Zmarł w wieku 89 lat, pochowany został na cmentarzu w Tarnobrzegu.
Do czasu likwidacji gimnazjów jego imię nosiło Gimnazjum Nr 2 w Tarnobrzegu.